# タリン・ブルムフィット
タリン・ブルムフィット (Taryn Brumfitt,1978年12月28日生)は、オーストラリア アデレード出身の作家・映画監督で、2016年に公開した『ありのまま抱きしめて』で知られている。
ブルムフィットは、2009年第3子を出産後、体型の変化に悩み、美容整形も考えたが、最終的にはボディビル大会に出場することを選び、2012年5月までの15週間にわたり、食事制限とトレーニングによって減量に成功した 。
減量を成功させた時の心境についてブルムフィットは、「全然、幸せじゃなかった。多くの時間を費やし、犠牲を払い、カロリーばかり考えていたから。」と朝日新聞の取材に対して振り返っている。
過激なダイエットによって摂食障害が生じることを知った彼女は、大会の2ヶ月後にウェブサイトを開設した。2013年4月に、大会時の写真とその後の写真を並べる形で公開したところ、豪州や欧米のメディアによって取り上げられた。リバウンドしたときの姿が醜いという批判も寄せられた一方、世界中から寄せられた7,000件のメッセージは好意的な内容だった。
自らの思いを伝えるべく、彼女は自らの家族写真撮影業の売り上げや親類からの借金によってウェブサイトを充実させた。
世界中において、自らの身体を厭う風潮に終止符を打ち、自分の身体を忌み嫌うのはやめて愛しようというメッセージを発信すべく、彼女は Body Image Movement を2012年に立ち上げた 。
この活動は、地域の窓口やソーシャルメディアを通じてメッセージを全世界に発信するBody Image Movement Global Ambassador Program (BIMGAP)の創設を目標としている。
自身が監督を務めたドキュメンタリー映画『ありのまま抱きしめて』は2016年にNetflixで配信された。また、同年にはアデレードで開かれた TEDxにて講演を行った。
2018年、ブルムフィットは、The Australian Financial Reviewの 100 Women of Influenceのグローバル部門に選出された。